# وینترفل (بازی تاج‌وتخت)
«وینترفل» (به انگلیسی: Winterfell) نخستین قسمت از فصل هشتم مجموعه تلویزیونی بازی تاج‌وتخت و به‌طور کلی شصت و هشتمین قسمت پخش شده از این مجموعه است. منظور از وینترفل (زمستانگاه) محلی است که فصل زمستان از آنجا آغاز شده‌است. (در برخی از زبان‌ها نام این قسمت از این سریال را «زمستان‌دژ» قرار داده‌اند). نام این قسمت از قلعه باستانی وینترفل و پایگاه قدرت خاندان استارک، بر گرفته شده است. این قسمت توسط دیو هیل نوشته شد و توسط دیوید ناتر کارگردانی شد و در تاریخ ۱۴ آوریل ۲۰۱۹ از شبکه تلویزیونی اچ‌بی‌او به نمایش درآمد. مدت زمان این قسمت ۵۴ دقیقه است.

## داستان

### در مقر پادشاهی
کایبورن به سرسی لنیستر اطلاع می‌دهد که وایت واکرها از دیوار عبور کرده‌اند، که این موضوع باعث خوشحالی سرسی می‌شود. یورون گریجوی به همراه یارا گریجوی به عنوان زندانی خود، و افراد اتحاد طلایی از راه می‌رسد. یورون، با اعمال خود سرسی را متقاعد می‌کند که با او وارد رابطه شود، و آن دو با یکدیگر رابطهٔ جنسی برقرار می‌کنند. او پافشاری می‌کند که سرسی را آبستن خواهد کرد.
کایبورن به ملاقات بران می‌رود و زوبینی که تیریون برای به قتل رساندن پدرش، تایوین لنیستر استفاده کرده‌بود را به او تقدیم می‌کند. سرسی از بران می‌خواهد که در صورتی که جیمی و تیریون از جنگ مقابل مردگان نجات پیدا کردند، آنان را به قتل برساند.

### در دریای باریک
تیان گریجوی شبانه به‌طور مخفیانه وارد ناو سرفرماندهی یورون شده و خواهرش یارا را آزاد می‌کند. یارا تصمیم می‌گیرد تا مادامی که یورون در مقر پادشاهی سرگرم مسائل دیگری است، جزایر آهنین را پس بگیرد. و همزمان تیان نیز تصمیم می‌گیرد تا به وینترفل سفر کرده و در کنار دنریس و استارک‌ها، مقابل مردگان مبارزه کند.

### در لست هارت
تورموند جاینتسبین و بریک دنداریون، که از سقوط ایست‌واچ جان سالم بدر برده‌اند، گروه خود را به اقامتگاه خاندان آمبر در لست هارت هدایت می‌کنند، آن‌ها با ادیسون تالت روبرو می‌شوند که نگهبانان شب را از قلعهٔ سیاه خارج کرده‌است. آنان لرد ند آمبر جوان، که مشغول تخلیهٔ سکنهٔ لست هارت بود را مرده و آویخته‌شده به دیوار می‌یابند. تورموند اظهار می‌کند که آن‌ها باید زودتر از شاه شب به وینترفل برسند. ند آمبر دوباری در قالب یک مرده از مرگ برمی‌خیزد و بریک او را با شمشیر سوزان خود به آتش می‌کشد.

### در وینترفل
دنریس تارگرین به همراه جان اسنو، تیریون لنیستر، جورا مورمنت، واریس و میساندی، و در کنار کرم خاکستری در مقام رهبر ارتش آویژه‌ها و دوتراکی‌ها به وینترفل می‌رسد. جان دوباره به برن می‌پیوندد و دنریس نیز با خوشامدگویی سانسا استارک، مردم شهر، و لردهای شمالی روبرو می‌شود. اما زمانی که برن استارک موضوع زنده‌شدن ویسریون (اژدهای دنریس) توسط شاه شب و عبور آن‌ها از دیوار را برای دنریس و جان فاش می‌کند، خوشی آن‌ها پایان می‌یابد. سانسا به لردها شمال دستور داده‌است که برای مقابله با مردگان، به زمستان‌دژ عقب‌نشینی کنند؛ اما در جلسهٔ شورا، لینا مورمونت و سایر لردها، نارضایتی خود از جان به دلیل ترک جایگاه خود به عنوان شاه شمال برای بیعت با یک تارگرین را ابراز می‌کنند. این تنش هنگامی که تیریون اعلام می‌کند که ارتش لنیستر نیز بزودی به شمال خواهند آمد، بیشتر بالا می‌گیرد؛ سانسا ترس خود از اینکه آذوقهٔ آن‌ها برای تمام ارتش‌ها کافی نباشد را ابراز می‌کند؛ اما در خفا به تیریون گوشزد می‌کند که بعید است سرسی ارتش خود را عازم شمال کند.
آریا استارک به جان، سگ شکاری و گندری (که در وینترفل مشغول ساخت سلاح از شیشهٔ اژدها است) می‌پیوندد. داوس سی‌ورث به تیریون و واریس یادآوری می‌کند که شمالی‌ها با متعهد شدن به جان و دنریس می‌توانند برندهٔ میدان باشند. جان و دنریس برای برقراری ارتباط عمیق‌تر، سوار اژدهایان خود می‌شوند. بعداً، سانسا جان را به زانو زدن از روی عشق به دنریس متهم می‌کند.
سمول تارلی، با دنریس، که از او بابت درمان بیماری گری اسکیل جورا مورمونت تشکر می‌کند، ملاقات می‌کند. اما پس از آن که دنریس به هویت او پی می‌برد، اعتراف می‌کند که پدر او رندال، و برادرش ریکان را اعدام کرده‌است. برن، شمول را راهنمایی می‌کند تا به جان دربارهٔ اصالت تارگرینی واقعی‌اش اطلاع دهد، که این خبر جان را شوکه می‌کند.
جیمی لنیستر به وینترفل می‌رسد، و زمانی که برن را در حیاط و در انتظار رسیدن او می‌بیند، شوکه می‌شود.

## تولید

### نویسندگی
نویسندگی فیلم‌نامهٔ این قسمت به عهدهٔ دیو هیل بوده‌است.

### انتخاب بازیگران
در این قسمت، مارک ریسمان در نقش هری استریکلند، فرماندهٔ اتحاد طلایی حضور می‌یابد. ریسمان، در زمانی که در حال آماده شدن برای ایفای نقش خود بود، گفت: «من در مورد اینکه این شخص کی بود و از کجا آمده‌بود تحقیق کردم و متوجه شدم که کتاب‌ها بسیار دقیق و صریح هستند. و پس از آن شما آنچه که آنجا (در کتاب) هست را در سناریوها می‌بینید، اینکه شباهت‌ها و تفاوت‌ها چه هستند. پس من کمی آن‌ها را بررسی کردم، به‌ویژه زمانی که فهمیدم این دنیا چقدر تفکر در پس خود دارد. این دنیا، یک دنیای نزدیک به واقعیت است، و همین موضوع آن را تا این حد جذاب کرده‌است.»
نام جیکوب اندرسون (کرم خاکستری) برای اولین بار در این قسمت به عنوان یکی از عوامل اصلی مجموعه در تیتراژ ابتدایی ذکر شد؛ نام او تا پیش از این به عنوان بازیگر نقش مکمل/مهمان ذکر می‌شد. بازیگران راب مک‌الهنی و مارتین استار در کنار نویسنده دیو هیل، در این قسمت در نقش سربازان آهن‌زاده‌ای که هنگام نجات یارا توسط تیان کشته می‌شوند، حضور تک‌جلوه داشته‌اند.

### فیلمبرداری
این قسمت توسط دیوید ناتر کارگردانی شده‌است که پیش از این نیز در هر یک از فصل‌های دوم، سوم، و پنجم، دو قسمت را کارگردانی کرده‌بود. صحنه‌های خارج از وینترفل در مانی‌گلس و ماگرامورن در ایرلند شمالی، و صحنه‌های داخل وینترفل نیز در استودیوهای پینت هال در بلفاست فیلمبرداری شدند.

## بازخوردها

### آمار بینندگان
وینترفل در اولین پخش خود در شبکهٔ اچ‌بی‌او، ۱۱٫۷۶ میلیون بیننده را به خود جذب کرد، و ۵٫۶ میلیون بینندهٔ دیگر نیز آن را از طریق رسانه‌های جاری تماشا کردند. این قسمت در مجموع ۱۷٫۴ میلیون نفر بیننده داشت.

### بازخورد منتقدان
«وینترفل» نظرهای بسیار مثبتی را از سوی منتقدان دریافت کرده‌است. این قسمت در وبگاه راتن تومیتوز بر پایه ۱۰۶ نقد، دارای درصد پذیرش ۹۲٪ بوده و میانگین امتیاز ۷٫۸۸ از مجموع ۱۰ امتیاز را کسب کرده‌است. در جمع‌بندی نقدهای این وبگاه آمده‌است: «با وجود اینکه این قسمت به‌طور شگفت‌آوری خالی از خونریزی بود، با این حال تجدید دیدارهای به‌دست آمده با مبارزات سخت، سورپرایزهای حیرت‌آور، و مقدار خوشایندی از شوخی، به «وینترفل» کمک کرده‌اند که یک فصل پایانی حماسی را پایه‌گذاری کند».
سارا هیوز در روزنامهٔ گاردین نوشته‌است که «این قسمت بسیار هیجان‌انگیز بود، چرا که به بستری قدم نهاد که در آن اتحادهای جدید شکل گرفتند، اتحادهای قدیمی آزموده شدند، و تجدید دیدارهایی که مدت‌ها در انتظار آن‌ها بودیم اتفاق افتادند (هورا برای ملاقات جان و آریا که با ملایمت نوشته شده‌بود)». تاد وندرویف از وکس کیفیت بصری این قسمت را مورد تمجید قرار داده و اظهار کرده‌است که «هرچند که من زیاد بر سر بازی تاج‌وتخت غر می‌زنم، اما این مجموعه غالباً به گونه‌ای خیره‌کننده است که هیچ برنامهٔ تلویزیونی دیگری نمی‌تواند به کشش آن نزدیک شود». ران هوگان از وبگاه دن آو گیک نیز همچون دیگران به روند مجموعه اشاره کرده، و همچنین جان بردلی (سمول تارلی) را که «در زمان بسیار کوتاهی جلوی دوربین از تمام احساسات مختلف را به نمایش می‌گذارد» را مورد تحسین قرار داده‌است.
در میان نقدهای منفی، ویلا پاسکین از مجلهٔ اسلیت از روند مجموعه انتقاد کرده و گفته‌است: «تکان‌دهنده است، این ایده که ما به استنتاجی برخواهیم خورد که تمام این‌ها را توضیح دهد، آنچنان در تجربهٔ ما از مجموعهٔ بازی تاج‌وتخت مخفی شده‌است که در صورت نبود پیشروی، این مجموعه… به نوعی کسل‌کننده است».